# Apagomerina gigas
Apagomerina gigas là một loài bọ cánh cứng trong họ Cerambycidae.